# سنت نئوتز
latitudeسنت نئوتزlongitudeسنت نئوتز
سنت نئوتز (به انگلیسی: St Neots) یک منطقهٔ مسکونی در انگلستان است که در شرق انگلستان واقع شده‌است.

## خصوصیات
سنت نئوتز ۳۰٬۵۸۰ نفر جمعیت دارد.